# Алматинский технологический университет
Алматинский технологический университет (АТУ) (каз. Алматы технологиялық университеті (АТУ) — высшее учебное заведение, расположенное в Алма-Ате.

## История
В мае 1957 года Алма-Атинский филиал Института усовершенствования руководящих и инженерно-технических работников был передан в ведение Министерства высшего образования СССР и реорганизован в Алма-Атинский филиал Всесоюзного заочного института пищевой промышленности.
В июне 1966 года Алма-Атинский филиал Всесоюзного заочного института пищевой промышленности передан Джамбулскому технологическому институту легкой и пищевой промышленности, а 11 августа 1966 года переименован в Алма-Атинский филиал Джамбулского технологического института легкой и пищевой промышленности'.
7 мая 1996 года Постановлением Правительства Республики Казахстан № 573 Алма-Атинский филиал Жамбылского технологического института легкой и пищевой промышленности был реорганизован в Алматинский технологический институт (АТИ).
18 августа 1999 года Постановлением Правительства Республики Казахстан № 1192 Алматинский технологический институт реорганизован в ЗАО «Алматинский технологический университет», 15 декабря 2003 года перерегистрировано в АО «Алматинский технологический университет».
На основании Закона Республики Казахстан «Об акционерных обществах» № 415-П от 12 мая 2003 г. решением общего собрания акционеров (протокол № 14) закрытое акционерное общество «Алматинский технологический университет» было перерегистрировано в Акционерное общество «Алматинский технологический университет» (АО «АТУ»).
Создание Алма-Атинского филиала Всесоюзного заочного института пищевой промышленности было продиктовано насущными проблемами народного хозяйства республики и всего тогдашнего Союза. 1957—1958 годы стали решающей вехой в необходимости подготовки кадров для отраслей легкой и пищевой промышленности Казахской ССР. Предпосылками этого явились потребности зарождающегося аграрно-промышленного комплекса республики, бурного развития экономики всей страны. Началась жизнь в новых измерениях, стали решаться более масштабные задачи. Как результат всего сказанного, в Алма-Ате был создан центр по подготовке местных кадров для мельничных хозяйств, хлебозаводов, макаронных фабрик, пивоваренных и ликероводочных заводов, завода шампанских вин, мясомолочных комбинатов, кондитерских фабрик, ресторанов и объектов общественного питания. Первые набор в Филиал и выпуск из Филиала составили около 400 человек.
С 1987 года Алма-Атинский филиал Джамбулского технологического института легкой и пищевой промышленности, объединившись с Общетехническим факультетом ДТИЛПП в городе Алма-Ате, стал готовить специалистов лёгкой и текстильной промышленности для швейной фабрики имени Юрия Гагарина, Карагандинской чулочно-носочной фабрики, Алма-Атинского коврового комбината, Алма-Атинского хлопчатобумажного комбината.
Шестидесятые и семидесятые годы в истории АТУ связаны со становлением научных школ, его профессорско-преподавательского состава. В 60-е годы штат преподавателей составлял 27 человек, из них 9 доцентов, 5 старших преподавателей, 13 ассистентов. Это были и годы приобретения опыта организации и управления таким коллективом. К началу 70-х годов в Филиале работало 66 человек, из них 21 кандидат наук, 18 доцентов, 23 старших преподавателя. Были открыты новые кафедры: «История КПСС, философия и научный коммунизм», «Политэкономия», «Химия», «Физика», «Высшая математика и графика», «Иностранные языки», «Общеинженерные дисциплины», «Теоретическая и техническая механика». Данные годы характеризуются и формированием различных направлений научных исследований. Росли число специальностей подготовки, контингент студентов и, соответственно, численность работников всех категорий.
80-е годы наиболее примечательны качественным и количественным ростом профессорско-преподавательского состава. В этот период происходит активное формирование учебно-методической базы. Преподаватели направляются на повышение квалификации, учебу в аспирантуре и докторантуре в лучшие вузы городов Москвы, Ленинграда, Кемерово и других городов СССР.
Постепенно налаживалась связь вуза с производством. В те годы начали заключаться первые договоры о сотрудничестве с ведущими предприятиями города о проведении на их площадях практических и лабораторных занятий и производственной практики. Эта традиция сохранилась до сих пор. Сегодня АТУ имеет филиалы выпускающих кафедр на многих предприятиях, крупных производственных компаниях, научных центрах. 25 руководителей крупнейших предприятий страны являются ныне членами Попечительского Совета АТУ.
С ростом контингента студентов появилась необходимость в новых учебных корпусах. В 1987 году часть кафедр Филиала переезжает в новое высотное здание по улице Комсомольская (ныне Толе би), 100. К началу 90-х годов АТУ имел уже три учебных корпуса и одно студенческое общежитие. На 1 января 1991 года в Филиале функционировали 3 факультета: Бытового обслуживания, Хлебопродуктов и Пищевых производств и 18 кафедр.
В середине 90-х годов меняется статус и, соответственно, структура вуза. В 1996 году АФ ДТИЛПП преобразовывается в Алматинский технологический институт, ректором которого назначается доктор химических наук, профессор Кулажанов Куралбек Садибаевич, С 2015 года он — Президент Алматинского технологического университета, а ректором университета вместо него становится доктор технических наук, профессор Кулажанов Талгат Куралбекович. В новом институте во второй половине девяностых годов формируются четыре факультета: Дизайна и сервиса, Технологии хлебопродуктов, Пищевых технологий и Экономический факультет. Открываются факультет повышения квалификации и переподготовки специалистов, подготовительное отделение. Функционируют кафедры: Инженерной графики, Физического воспитания, Технологии трикотажного производства, Технологии и конструирования швейных изделий, Высшей математики, Физики, Хранения и технологии переработки зерна, Технологии хлебопекарного, макаронного, кондитерского производств, Машин и аппаратов пищевых производств, Автоматики и вычислительной техники, Общеинженерных дисциплин, Общей и неорганической химии, Технологии пищевых производств, Экономики и организации производства, Информатики и прикладной математики, Социально-гуманитарных дисциплин, Русского и иностранных языков.
Этот период знаменуется активным налаживанием международных связей АТУ с ведущими вузами ближнего и дальнего зарубежья. Администрацией университета заключаются договоры на стажировку преподавателей и сотрудников за рубежом: «Университет моды» г. Урбино, Италия (Жилисбаева Раушан Оразовна, Уалиев Кахар Матпусаевич, Жаунгарова Асия Алияровна, Раева Дана Муратовна), университеты городов Хайдерабад и Майсур, Индия (Орынгалиева Нурия Куандыковна, Еспаева Клара Сыбанкуловна, Кенжебаев Берик Муканович). Начинает запускаться международный обмен студентами. По обмену в АТУ обучаются студенты Земенек Томас (Чехия, 1998 г.) и Флориян Зюс (Германия, 1999 г.). Кроме того, университет начинает прием иностранных студентов. Первыми такими студентами были молодые люди из Турции, Китайской Народной Республики (КНР), Монголии, которые успешно окончили наш университет.
В 2005 году при университете открывается Технолого-экономический колледж, готовящий специалистов среднего звена по ряду направлений подготовки.
АТУ ныне имеет развитую материально-техническую, социальную и информационную инфраструктуру. Вводятся в эксплуатацию три учебных корпуса, пять студенческих общежитий, крытый и открытые спортивные сооружения, большой актовый зал и комбинат питания, общая площадь которых составляет более 70 тысяч кв.м. Существенно рост получают библиотечный книжный и информационный фонды, открываются современные лаборатории для учебных занятий и научных исследований, обеспечивается широкий доступ к глобальным информационным сетям, внедряется автоматическая система управления обучением и администрирования «Tamos University Suite».
В настоящее время в АТУ функционируют три научно-исследовательских института: НИИ по пищевым технологиям; НИИ по проблемам легкой промышленности; НИИ по качеству и безопасности пищевых продуктов с аккредитованной сертификационной лабораторией. Функционируют также учебно-научные центры: Хлебный центр и Центр по переработке мяса. Национальный инновационный фонд РК открыл в 2011 году при университете Офис коммерциализации научно-технологических разработок. Миссия Офиса заключается в организации эффективного управления процессом коммерциализации для университетов и научных институтов в соответствии с региональным месторасположением.

## Факультеты и кафедры[3]
- Технологический факультет
- Факультет инжиниринга и информационных технологий
- Факультет пищевых производств
- Факультет экономики и бизнеса
- Факультет легкой промышленности и дизайна
- Факультет дистанционного обучения
- Международный институт менеджмента, туризма и гостиниц (HTMi, KSIT)
- Институт повышения квалификации и переподготовки кадров АТУ
- Факультет дизайна, технологий, текстиля и одежды

## Обучение
Университет осуществляет обучение по образовательным программам бакалавриата, магистратуры и докторантуры.

### Бакалавриат[5]
- 6B04102 Менеджмент
- 6B04105 Учет и аудит

- 6B06101 Информационные системы
- 6B05101 Биотехнология
- 6B04103 Государственное и местное управление
- 6B06102 Вычислительная техника и программное обеспечение
- 6B07107 Машины и аппараты легкой промышленности
- 6B05201 Экология
- 6B02101 Дизайн
- 6B07205 Технология и проектирование текстильных материалов
- 6B07201 Технология продовольственных продуктов
- 6B07202 Технология перерабатывающих производств (по пищевой отрасли)
- 6B11101 Туризм
- 6B04106 Финансы
- 6B04101 Экономика
- 6B08201 Технология производства продуктов животноводства
- 6B11102 Ресторанное дело и гостиничный бизнес

- 6B07103 Автоматизация и управление
- 6B07501 Стандартизация, метрология и сертификация (по пищевой отрасли)
- 6B07204 Технология и конструирование изделий легкой промышленности
- 6B07105 Технологические машины и оборудование
- 6B07101 Химическая технология органических веществ
- 6B07104 Роботы и робототехнические системы
- 6B07206 Нанотехнология текстиля
- 6B07106 Холодильные машины и системы кондиционирования
- 6B06104 Технологии искусственного интеллекта
- 6B06103 Программная инженерия
- 6B07203 Технология фармацевтического производства
- 6B07207 Технология моды
- 6B07209 Технология продуктов общественного и специализированного питания
- 6B07108 Промышленная робототехника

### Магистратура[5]
- 7M04106 Финансы
- 7M11161 Туризм
- 7M07133 Автоматизация и управления
- 7M06131 Информационные системы
- 7M07103 Автоматизация и управление
- 7M06101 Информационные системы
- 7M04102 Менеджмент
- 7M04162 Менеджмент
- 7M04101 Экономика
- 7M07502 Метрология
- 7M07501 Стандартизация, метрология и сертификация (по пищевой отрасли)
- 7M07203 Пищевая безопасность
- 7M11101 Туризм
- 7M07202 Технология перерабатывающих производств ( по пищевой отрасли)
- 7M05101 Биотехнология
- 7M11102 Ресторанное дело и гостиничный бизнес
- 7M07101 Химическая технология органических веществ
- 7M07205 Технология и проектирование текстильных материалов
- 7M04166 Финансы
- 7M11162 Ресторанное дело и гостиничный бизнес
- 7M07105 Технологические машины и оборудование
- 7M07531 Стандартизация, метрология и сертификация (по пищевой отрасли)
- 7M07204 Технология и конструирование изделий легкой промышленности
- 7M07206 Безопасность непродовольственных товаров и изделий
- 7M05161 Биотехнология
- 7M07104 Роботы и робототехнические системы
- 7M07201 Технология продовольственных продуктов
- 7M06102 Вычислительная техника и программное обеспечение
- 7M04105 Учет и аудит
- 7M04165 Учет и аудит
- 7M07106 Холодильные машины и системы кондиционирования
- 7M04163 Государственное и местное управление
- 7M04103 Государственное и местное управление
- 7M06133 Программная инженерия
- 7M06103 Программная инженерия
- 7M02101 Дизайн
- 7M07209 Инновационные технологии продукции общественного питания
- 7M07102 Технология охраны окружающей среды

### Докторантура[5]
- 8D07204 Технология и конструирование изделий легкой промышленности
- 8D04101 Экономика
- 8D07205 Технология и проектирование текстильных материалов
- 8D07102 Технология охраны окружающей среды
- 8D07206 Безопасность непродовольственных товаров и изделий
- 8D05101 Биотехнология
- 8D04102 Менеджмент
- 8D11102 Ресторанное дело и гостиничный бизнес
- 8D07105 Технологические машины и оборудование
- 8D07201 Технология продовольственных продуктов
- 8D07203 Пищевая безопасность
- 8D07202 Технология перерабатывающих производств (по пищевой отрасли)
- 8D07209 Инновационные технологии продукции общественного питания
- 8D07101 Химическая технология органических веществ
- 8D07103 Автоматизация и управление

Преподавательский состав университета представлен 527 специалистами. Из них доктора PhD и доктора наук - 134 преподавателя, кандидаты наук - 143 преподавателя.

## Ректоры
- 1958—1969 годы — Баймендин Хажетден (директор Алма-Атинского филиала Всесоюзного заочного института пищевой промышленности, с 1966 года — первый директор Алма-Атинского филиала Джамбулского технологического института легкой и пищевой промышленности)
- 1969—1973 годы — Джумагулова Лаура Имамгазиевна (директор Алма-Атинского филиала Джамбулского технологического института легкой и пищевой промышленности)
- 1973—1986 годы — Ескаиров Маху Ескаирович (директор Алма-Атинского филиала Джамбулского технологического института легкой и пищевой промышленности)
- 1986—1993 годы — Сагындыков Кенес Курманбекович (директор Алма-Атинского филиала Джамбулского технологического института легкой и пищевой промышленности)
- 1993—1994 годы — Мамыров Нургали Кулшыманович (директор Алма-Атинского филиала Джамбулского технологического института легкой и пищевой промышленности)
- 1994—2014 годы — Кулажанов Куралбек Садибаевич (последний директор филиала, с 1996 года — первый ректор Алматинского технологического института, с 1999 года до 2014 — ректор Алматинского технологического университета, президент Алматинского технологического университета)
- С 2014 года — Кулажанов Талгат Куралбекович (Ректор Алматинского технологического университета)